# Fabrice Lefrançois
Fabrice Lefrançois (né le 16 mars 1983 à Vitry-sur-Seine) est un entraîneur français de basket-ball.

## Biographie

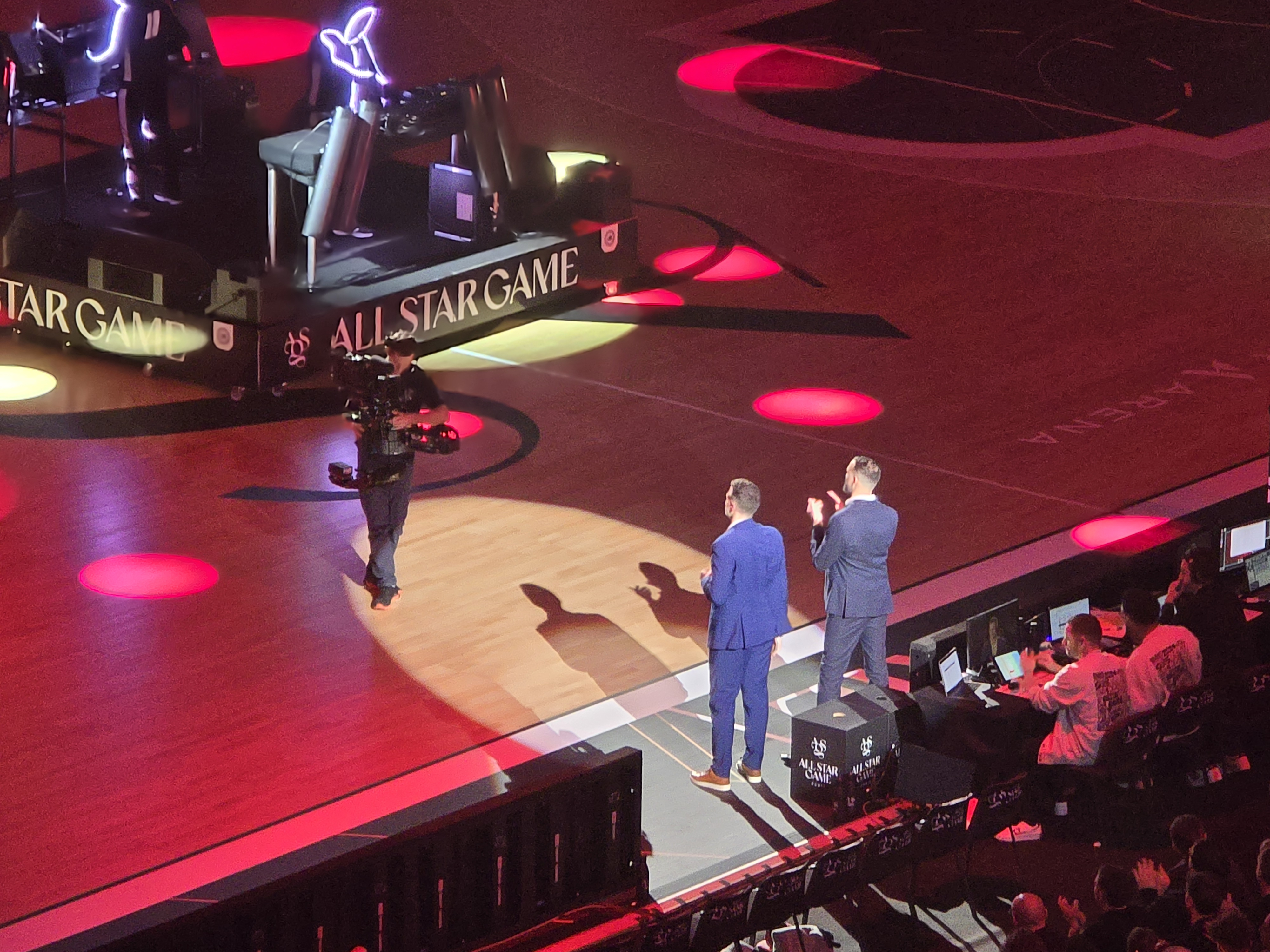
Fabrice Lefrançois et David Morabito présentés lors du All-Star Game LNB 2024.

Fabrice Lefrançois a été joueur à Orly.
Il se forme au centre de formation d'entraîneur à Chalon-sur-Saône "Elan Formation" connu maintenant sous le nom "Formapi Chalon" pendant deux ans avant de revenir mettre en pratique ses connaissances à Orly pendant quatre ans auprès de l'équipe féminine.
Il commence sa carrière d'entraîneur comme entraîneur du Reims Basket Féminin — ex-Saint-Jacques Sport Reims et futur Champagne Basket après sa fusion avec le Champagne Châlons Reims Basket — de 2008 à 2010. Le club arrive en Championnat de France féminin de basket-ball de deuxième division lors de la dernière saison.
En 2010, il devient entraîneur assistant de l'Amicale laïque de la Madeleine Évreux Basket en Championnat de France de basket-ball de deuxième division (Pro B) avec la responsabilité du centre de formation puis entraîneur de 2017 à 2020,.
En 2021, il est entraîneur assistant du Cholet Basket auprès de Laurent Vila jusqu'en 2024 où il passe entraîneur,,. Le club évolue dans le Championnat de France masculin de basket-ball (Betclic Élite).

## Vie privée
Parallèlement à son activité professionnelle, il dirige depuis 2011 le « FAB 5 CAMP », une association qui organise des camps d'entrainement et de perfectionnement au basket-ball pour la jeunesse.
Il a indiqué souffrir de divers de problèmes de santé depuis plusieurs années.

## Palmarès
Lors du All-Star Game LNB 2024, il est l'entraîneur de l'équipe « Monde », bien aidé par la très bonne saison du Cholet Basket qui est premier du championnat à la trêve hivernale.
Il est élu meilleur entraîneur de l'année en Betclic Élite en 2025.